# مپاوالا
مپاوالا (انگلیسی: Meepawala) یک منطقهٔ مسکونی در سری‌لانکا است که در استان جنوبی (سری‌لانکا) واقع شده‌است.